# Салустий Лукул
Салустий Лукул (на латински: Sallustius Lucullus; † 89 г.) е политик и генерал на Римската империя през I век.
По времето на император Домициан той е изпратен за управител на римската провинция Британия от 85 – 89 г. след Гней Юлий Агрикола.
Умира през 89 г.
Вероятно е роднина на Салустий.